# Prepolymer
Prepolymer, gelegentlich auch Präpolymer geschrieben, ist in der Regel eine Sammelbezeichnung für reaktive Oligomere, die zur Herstellung von Polymeren (Makromolekülen) dienen. Sie sind Vorprodukte, die im Gegensatz zum Endprodukt noch löslich oder schmelzbar sein können. Prepolymere erlauben die Herstellung von Blockcopolymeren oder eine formgebende Verarbeitung, bevor eine Vernetzung bei fortschreitender Polymerisation zu einem duroplastischen Zustand führt. Oft sind zwei Prepolymere, die in Zukunft ein Polymer bilden sollen, so angelegt, dass ein Prepolymer mindestens zwei identische reaktive Funktionalitäten (beispielsweise ein Diisocyanat) des einen Typs, das andere Prepolymer zwei Funktionalitäten eines geeigneten Reaktionspartners (beispielsweise ein Diol) trägt und erst nach Mischung der Prepolymere zum Endprodukt (hier ein Polyurethan) führt.